# Cölibátus
A cölibátus (latin: cælibatus) tágabb értelemben a házasságról és a szexuális kapcsolatról való önkéntes lemondás, szűkebb értelemben pedig az ugyanezen célzattal tett vallási fogadalom a különböző vallásokban. Megtalálható a katolikus és az ortodox egyházakban, a keleti vallásokban: a dzsainizmusban, a buddhizmusban, a hinduizmusban, a tantrizmusban és a taoizmusban, a sámánizmusban, továbbá az iszlám szúfi irányzataiban.
Az iszlám fő áramlata és a zsidó vallás elítéli a cölibátust, mivel mindkét vallás a házasságot és a családi életet hangsúlyozza.

## Etimológia
A magyar cölibátus a latin caelibatus szóból jön, jelentése kb. házasulatlan állapot. A caelebs (= házasulatlan) latin szó két proto-indo-európai gyökből jön: *kaiwelo (= "egyedül") és *lib(h)s (= "élő").

## Absztinencia és cölibátus
Az absztinencia és a cölibátus felcserélhetően használhatók, de nem feltétlenül ugyanazon fogalmak. A szexuális absztinencia vagy önmegtartóztatás a szexuális tevékenység egyes vagy valamennyi aspektusától való tartózkodás egy meghatározott ideig, míg a cölibátus úgy definiálható, mint önkéntes vallási fogadalom, miszerint az egyén nem házasodik meg és nem vesz részt szexuális tevékenységben.
Az amerikai bencés szerzetespap Richard Sipe , aki könyveiben a katolicizmus cölibátusának témájára összpontosított, kijelentette, hogy a cölibátus leggyakrabban egyszerűen házasulatlan vagy egyedülálló személyt jelöl és a cölibátust a szexuális absztinencia szinonimájaként tekintik. Ugyanakkor hozzátette, hogy még az Egyesült Államok katolikus papjainak viszonylag egységes közegében is úgy tűnik, hogy a cölibátusnak "nincs egyértelmű működési meghatározása".

## A Bibliában
A cölibátus a zsidóktól teljesen idegen volt, és sem Jézus, sem az apostolok nem rendelték el. Olyan parancsnak, hogy a vallási vezetők, a papok vagy a hívek bármely osztályának a házasságtól kellene tartózkodni, nyoma sincs, de az önmegtartóztatásról szó van az egész keresztény szentírásban.
A római katolikus egyház a következő bibliai szövegekre vezeti vissza az egyházukban meghonosodott cölibátus eredetét:

### Ószövetség
- 1Sám 21,5-6: A pap e szavakkal válaszolt Dávidnak: „Rendes kenyerem nincs kéznél, csak fölszentelt kenyér. Tartózkodtak az emberek az asszonyoktól?” Dávid ezt a feleletet adta a papnak: „Egészen biztos! Az asszonyok el voltak tőlünk tiltva, mint mindig, amikor kivonulunk, így tiszták az embereim. Ez ugyan csak közönséges út, de azért ma is biztosan tiszták ebben a tekintetben.”
- Lev 21,6-7: "Istennek vannak szentelve, ne szentségtelenítsék meg Istenük nevét: ők mutatják be az Úr eledelét, Istenük táplálékát, azért szentnek kell lenniük. Ne vegyenek kicsapongó vagy meggyalázott asszonyt feleségül, sem pedig olyat, akit férje elűzött, mivel a pap Istennek van szentelve."

### Újszövetség
Az Újszövetségben is akadnak szövegek, amelyet egyes teológusok a cölibátus igazolására használnak fel:

#### Evangéliumok
- Mt 19,11-12: Erre így válaszolt: "Csak az fogja ezt fel, akinek megadatott. Van, aki azért képtelen a házasságra, mert úgy született. Van, akit az emberek tettek a házasságra alkalmatlanná. Végül van, aki a mennyek országáért önként mond le a házasságról. Aki fel tudja fogni, az fogja fel!"
- Mt 19,27-29: Akkor Péter vette át a szót: „Nézd, mi mindenünket elhagytuk, és követtünk téged. Mi lesz hát a jutalmunk? (...) Aki nevemért elhagyja otthonát, testvéreit, nővéreit, apját, anyját, feleségét, gyermekeit vagy a földjét, százannyit kap, s az örök élet lesz az öröksége."

#### Pál levelei
- 1Kor 7,1: "A leveletekre ezt válaszolom: Jó, ha az ember asszonnyal nem érintkezik."
- 1Kor 7,7: "Szeretném ugyanis, ha mindnyájan olyanok volnátok, mint én magam, de hát mindenki saját ajándékát kapta Istentől, az egyik ilyet, a másik olyat."
- 1Kor 7,27: "Ha asszonyhoz vagy kötve, ne törekedj elválni, ha azonban nem kötötted magad asszonyhoz, ne keress feleséget."

Pál bizonyos leveleiben azt javasolta a nőtlen férfiaknak, hogy ne keressenek maguknak feleséget. Szerinte a házasság földi kísértésekbe visz, amely hatással van az ember istenkapcsolatára; különös tekintettel azokra, akik a közösségben az Úr állandó szolgái.
Fontos hozzátenni, hogy az őskereszténység abban a várakozásban élt, hogy Jézus visszatérése és a világ vége hamarosan bekövetkezik, ezért sokan tartózkodtak a házasságtól és a nemi élettől.
Pál ugyanakkor arról ír, hogy a házasság megóvhat a bűntől:
- 1Kor 7,2-3: "A kicsapongás veszélye miatt azonban legyen minden férfinak felesége és minden asszonynak férje. A férfi teljesítse házastársi kötelességét feleségével szemben, hasonlóképpen az asszony is férjével szemben."
- 1Kor 7,9: "Akik nem tudnak önmegtartóztatásban élni, lépjenek házasságra, mert jobb megházasodni, mint érzéki vágytól égni."

#### Jelenések könyve
- Jel 14,4: "És íme látám, hogy a Bárány Sion hegyén állott, és vele száznegyvennégyezer, akiknek homlokára volt írva az Ő neve és az Ő atyjának neve. [...] Ezek azok, akik asszonnyal nem szennyezték be magukat, szüzek maradtak és mindenüvé követték a Bárányt, bárhová ment. Ők a megváltottak az emberek közül, az Isten és a Bárány első termése."

A katolikus egyházatyák és egyháztanítók szerint itt vagy szó szerint csupán a szűzi életmódról van van szó, ezt vallotta pl Szent Ágoston vagy pedig a szűzi életmód azt jelenti, hogy Istent minden teremtmény és földi kísértés fölébe helyezi, Őt mindennél jobban szereti. Minden ami Istent fontosságban megelőzi az ember életében, bálványimádás. A száznegyvennégyezer szűz egész életében a "Bárányt", vagyis Krisztust tartotta szem előtt a lelkében, "követték mindenhová", figyelmüket Krisztusról semmi sem tudta elterelni: sem eszmék, sem vagyon, sem pénz, sem család, sem pedig a nemiség erős ösztöne. Ennek része a testi szüzesség is, de ennél sokkal többről van szó. Tehát a szüzesség itt szó szerinti is, valamint ezen túlmenőleg szimbolikus is.
A száznegyvennégyezer mint jelkép is erre utal, a tökéletes szeretetre, mely Istent mindennek fölébe helyezi: a 144 az 12x12 vagyis tökéletes szám, az ezer pedig a nagy sokaság jelképe. Vagyis a szüzek a mennyben kiemelt tiszteletnek örvendenek.
Protestáns bibliamagyarázók alapján a Jelenések könyve, mint a könyv nagy része, itt is szimbólumokban beszél. Mint az előző versszakból kiderül, itt a 144 ezerről beszél, akik a Földről megváltottak. A 144 ezer egy jelképes szám, ahogy a a szűz férfiak említése is szimbolikus. A múltban a szüzesség az erkölcsi tisztaság egyik jelképe volt. Nem azért "váltattak meg", mert szűzek maradtak, hanem egy bűntelen, szent életmódra törekedtek. Hasonló a jelkép Jézus példázatához, aki vőlegény érkezéséről beszél, és „akik készen voltak, bemenének ő vele a menyegzőbe, majd bezáraték az ajtó.”

## Célja a kereszténységben

### A tökéletesség eszménye
A cölibátus jogosultságának első és legfőbb oka a szűzi állapot szent és tökéletes eszménye.
Célja, hogy az áldozópap minél tökéletesebben tudjon ragaszkodni Krisztushoz és a szent szolgálathoz. Ennek eredete a katolikus teológia szerint Jézus és az apostolok példája, akik nőtlenül, illetve a feleségüktől megtartóztatva vállalták a szent szolgálatot.
Az Újszövetség azoknak, akik képesek rá, azt ajánlja, hogy mondjanak le teljesen a saját akaratukról, ne függjenek a földi örömöktől, gyakorolják a tökéletes engedelmesség és tisztaság erényét. Ezekre a tanácsokra épül rá a keresztény aszkézis lényege. Nézetük szerint szentebb és tökéletesebb a szűzi állapot, mint a házasság, és egyben érdemszerző is, mert a mindenkit kötelező önmegtagadásnak a legmagasabb fokon való gyakorlása, ami Istenért vállalva a legnagyobb szeretetet, s így a legnagyobb tökéletességet jelenti.

### Összpontosítás az egyházi szolgálatra
Az egyház azért is kötelezte papjait a cölibátusra, hogy teendőiket teljes odaadással és osztatlanul végezhessék. A család lekötné
idejüket és figyelmüket. A cölibátus az, ami függetleníti a papot a családi, illetve világi élet gondjaitól és kötelességeitől.
Az egyedüllét a pap legfontosabb nevelője. Ott van alkalma szemlélődni, magába tekinteni, hivatásáról elmélkedni, a lelkek üdvözítésére új meg új utak és módok után kutatni. A családi élet zaja, szórakozásai, gondjai és küzdelmei kevésbé juttatják a szükséges összeszedettséghez és a belső élethez. Az egyházi személynek Isten országát kell mindenek előtt keresnie, s annak keresésére másokat is buzdítania és irányítania. Azoktól lehet ezt elsősorban elvárni, akik Isten országáért mindenről lemondanak.

### A javadalmak átörökítésének megakadályozása
Számos szerző alapján a cölibátus bevezetésében  és az egyházi birtokok elaprózódása elleni intézkedés, az egyházi javak átörökítésének megakadályozása is nagy szerepet játszott.
A történelem bizonyítja, hogy valahányszor elhanyagolták a cölibátust, mindannyiszor előfordult, – éspedig nem is ritkán, – hogy a családos papok nemcsak a jövedelmeket vonták el rendeltetésüktől, hanem az ő gondozásukra bízott, de nem az ő rendelkezésükre álló más egyházi javak és alapítványok jövedelmeihez is hozzányúltak és saját céljaikra fordították. Előfordult az is, hogy a lelkipásztorkodást iparszerűleg és azzal a szándékkal gyakorolták, hogy minél több jövedelmet merítsenek belőle; pénzért szolgáltatták ki a szentségeket, zsarolták a híveket, hogy családjukat minél jobban elláthassák. A VII. Gergelyt megelőző zavaros időknek is egyik legnagyobb baja volt a szimónia és a szentté avatott pápa felismerte ennek gyökereit, mikor ennek kiirtására is a cölibátus visszaállítását látta a legjobb eszköznek.
Canterburyi Szt. Anzelmnek II. Orbán pápához írt egyik leveléből tudjuk, hogy a beauvais-i egyházmegye
kanonokjai és papjai erősen dolgoztak azon, hogy fiaik örököljék javadalmaikat. I. Gergely törvénykönyvének XVII. címe is eléggé tanúskodik e mellett. Mindennek elmaradhatatlan eredményeképp bekövetkeznék, hogy a jobb javadalmak egyes családok kezére kerülnének.
Ezek tagjai ülnének be az illető hivatalba, mások előtt pedig, ha még ha alkalmasak is, zárva volnának. Papi családok keletkeznének, melyekben apáról fiúra száll az egyházhivatal, vagy hozományul kapja a leány, sőt afféle papi kaszt támadhatna, melybe nem juthat be senki, aki nem belőle származik. Az egyháznak mindig egyik dicsősége volt és az ma is, az egyenlőségnek és demokráciának az a megvalósítása, mely szerint származásra való tekintet nélkül bárki felküzdheti magát a legmagasabb állásokig is, ha arra való tehetsége és képességei vannak. Ez jórészt eltűnnének a cölibátus megszűntével, ahogy a cölibátus elhanyagolásának periódusaiban igyekeztek is megszüntetni.
Szt. Bonaventura határozottan fogalmaz: „Mert ha az érsekeknek és püspököknek gyermekeik születnének, kirabolnák és kifosztanák az egyház összes javait”.

## A különböző keresztény felekezetekben
A kérdésről igen eltérően vélekednek a különböző keresztény felekezetek.

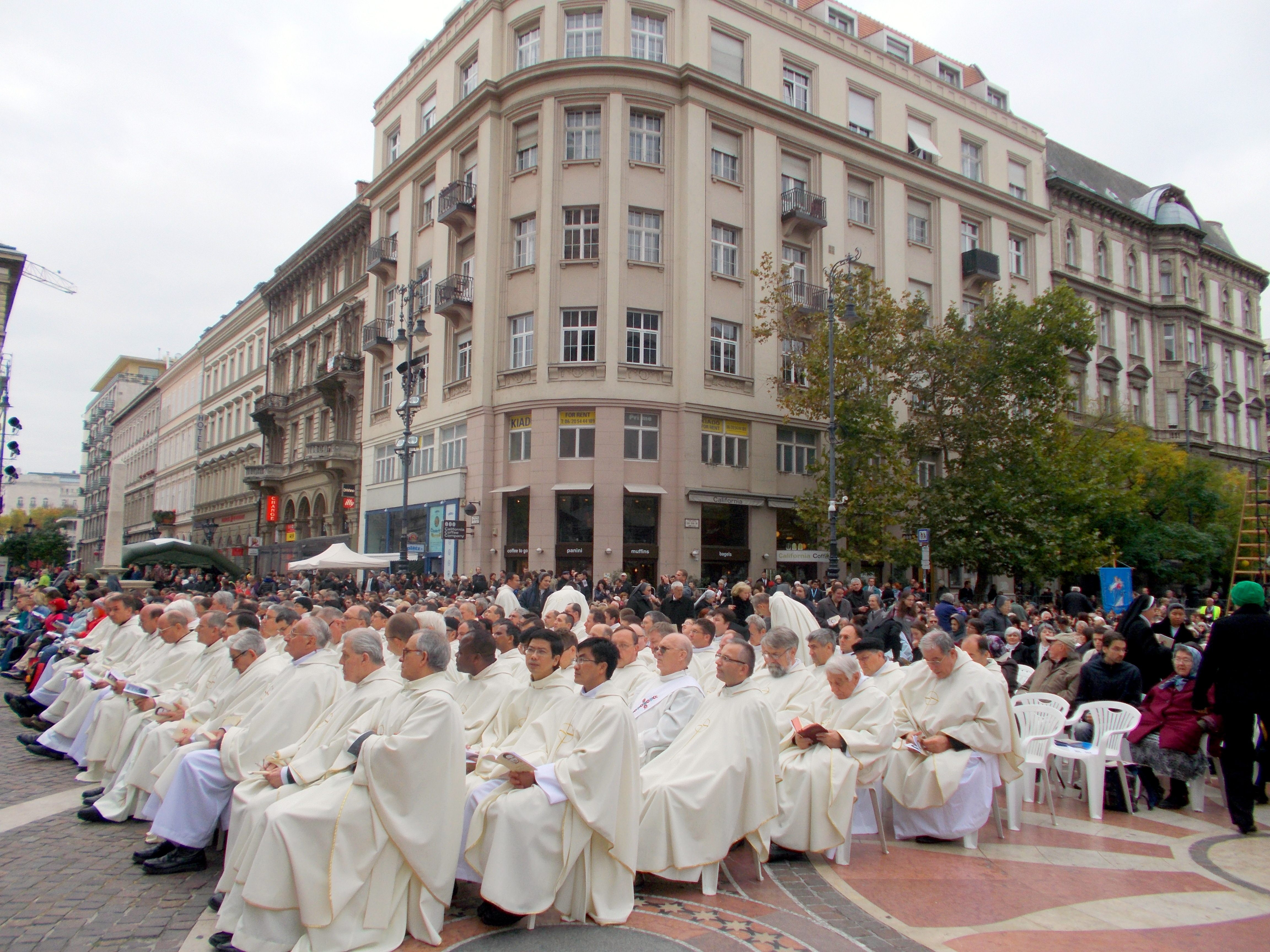
Katolikus papok a világ minden tájáról (2013, Budapest)

### Római katolicizmus
A katolikus egyházban kötelező a papok nőtlensége és a szexuális önmegtartóztatás, csak a cölibátusban élő férfiakat szentelik pappá a latin rítus szerint, de vannak kivételek, ma sem minden katolikus papra jellemző a cölibátus.
Lehetséges a nyugati katolikus egyházban egy nős férfi áldozópappá szentelése, ha a feleség hozzájárul ehhez és végérvényesen különválnak. Ám ezen felül kell még a Szentszék engedélye is. (Viszont irreleváns a hitvestől hozzájárulást kérni, ha szakadatlan hűtlenségbe esett kánoni férjével szemben; azaz például házasságon kívüli gyermeke van, felbontja a polgári köteléket stb.) Különvált esetben a megkötött katolikus házasság továbbra is megvan, de életközösség nincs. Ez viszont így, már csak ún. egyszerű akadályt képez. A felszentelési engedélyt viszont nem adják meg, ha van eltartásra szoruló gyermeke a papjelöltnek.[forrás?]
Azok a házas papok, akik esetleg más keresztény felekezetből térnek át, római katolikus pappá szentelhetők anélkül, hogy cölibátusba kerülnének.
2019 februárjában a Vatikán elismerte, hogy a cölibátus előírását még nem mindig érvényesítették teljes mértékben, és hogy titokban szabályokat hoztak azon papok védelmére, akik megszegték a cölibátusra vonatkozó fogadalmukat. Egyes papoknak azt is megengedték, hogy megtartsák papi állásukat, miután gyermeket nemzettek. Egyes katolikus papok, akik titokban megnősültek, szintén megőrizték papi státuszukat.

### Keleti katolikusok

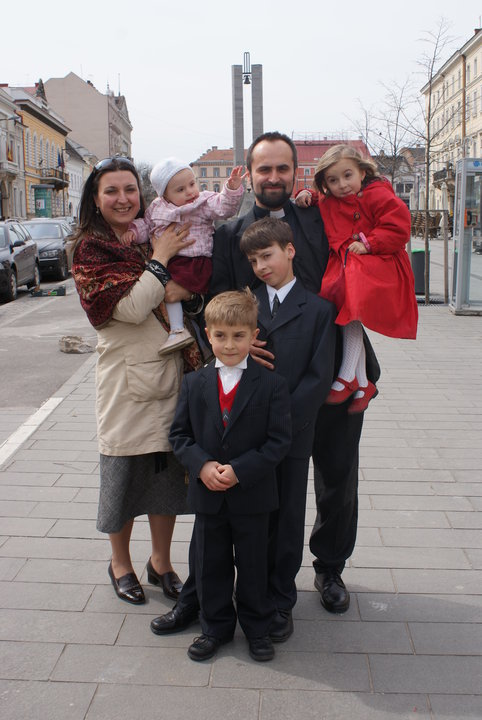
Romániai keleti katolikus pap a családjával

A keleti katolikus egyházak általában engedélyezik a házas férfiak pappá szentelését. Szerzeteseik azonban cölibátusban élnek, csakúgy, mint a püspökeik, akiket leginkább a cölibátusban élő papok közül választanak.

### Ókatolikusok
Az ókatolikus egyházban a papok nem kötelesek cölibátusban élni.

### Ortodox egyház
Az ortodox pap (pópa) folytathatja a szentelése előtt kötött házasságot, újat azonban már nem köthet. Ha meghal a felesége, egyedül kell tovább élnie. Püspöknek csak nőtlen papot vagy szerzetest lehet választani.
A püspököket általában a szerzetesek közül választják, akik soha nem éltek házasságban. Ha azonban egy nős papot püspökké választanak, annak külön kell válnia feleségétől.
Az ortodoxok különbséget tesznek a „fehér” papság (házas papok) és a „fekete” papság (cölibátusban élő szerzetesek és püspökök) között.
Nem tekintik a nős papokat a szerzetes papokkal egyenértékűeknek. Az ő számukra csak a cölibátusban élő pap tudja a papi ideált teljesen megvalósítani, és bizalommal inkább csak azokhoz fordulnak, a gyónásban pedig szívesebben azokra hagyatkoznak."

#### Örmény apostoli egyház
Az örmény apostoli egyházban házas és nőtlenségi fogadalomban élő papok is szolgálnak. A cölibátusban élőket abeghának ("pap-szerzetesek") hívják, és fekete csuklyás fejfedőt viselnek, amelyet vegharnak neveznek. Közülük nevezik ki a püspököket, az érseket.

### Anglikánok
Az anglikán közösség nem kötelezi a lelkészeket, vagy a püspököket a cölibátusra.

### Protestantizmus
A protestáns egyházakban nincs kötelező lelkészi nőtlenség; és katolikus értelemben vett szentségi papság sincs. A protestáns egyházak inkább támogatják a lelkészek házasságát, mint hogy rendelkezésekkel írják elő a nőtlenséget, ami - nézetük szerint - problémákhoz vezethet és bibliai alappal sem rendelkezik. 
Pál apostol a Timótheushoz írt levelében említi hogy a papi pályára készülő egyén feddhetetlen legyen, de nőtlenség követelményéről nem ír, sőt azt írja, hogy akik távol vannak az igaz hittől, azok köteleznek értelmetlen dolgokat, így többek közt tiltják a házasságot is.
A 19. században azonban az evangélikus és református egyházakban cölibátus életet élő diakonissza  (segédlelkésznő) közösségek alakultak ki.

## Története

### Az ókori vallásokban
Egyiptom
Nem a cölibátus, de a rendszeres szexuális absztinencia követelmény volt az ókori egyiptomi Ízisz-kultusz követőinél, a rituális megtisztulás céljából.
Zsidók
Az ókori zsidó papok bár házasok voltak, egy rotációs rendszerben teljesítettek szolgálatot a jeruzsálemi templomban, évente kétszer, egy-egy hétig, és az idő alatt szexuális önmegtartóztatásban kellett élniük. Áldozatbemutatáskor vagy amikor szent dolgokkal foglalkoztak, kultikusan tisztának kellett lenniük, nem érintkezhettek előtte asszonnyal.
Keleti vallások
A buddhizmusban – legyen az mahájána vagy théraváda – a cölibátus igen hosszú múltra tekint vissza. Gautama Buddha minden szerzetes és apáca számára ideális életszabályként hirdette a cölibátust.
Az ókori és középkori indiai szent szövegekben a brahmacsarja kifejezés a szent tudásra és a spirituális felszabadulásra való törekvést elősegítő általános életstílusra utal és a hindu, dzsain és buddhista szerzetesi hagyományokban egyebek mellett magában foglalja a házasságról és nemi életről való lemondást. Egyike azon fogadalmaknak, amelyet a śrāvakāk, a dzsainizmus aszkétái és a hinduizmus szerzetesei (szvámi), szádhui, lemondott emberei évezredek óta követnek.
Görög-római világ
A római Vesta-szüzekre vonatkozó követelmények, akik legalább 30 éven át cölibátusban éltek, azt jelzik, hogy a cölibátus fellelhető a korai római vallásban is.
Az Ízisz és Mithrász-misztériumvallásokba felveendőknek önmegtartóztatást kellett gyakorolniuk; a beavatás lényeges része volt az önmegtartóztatás.
Spártában és sok más görög városállamban a házasság elmulasztása az állampolgárság elvesztésének egyik oka volt és bűncselekményként volt büntethető. Cicero és Dionüsziosz Halikarnasszeusz is kijelentették, hogy a római jog tiltja a cölibátust. Nincsenek feljegyzések ilyen vádemelésről, és a házasság megtagadásáért kiszabott római büntetés sem ismert.
Manicheizmus
A manicheizmusban a "választottak" (electi) szigorú életvitele magába foglalta a bortól, hústól és a szexuális élettől való teljes tartózkodást.

### Keresztény kezdetek
Az Újszövetségben Jézus és az apostolok dicsérték azt, aki önmegtartóztatásban él és „asszonnyal nem érintkezik”.
A hívők az 1. században megbecsülték azt, aki elutasította a nemiséget és a cölibátust választotta Jézus követése miatt. Az őskeresztények hitték, hogy nagyon közel van Isten országa és – Jézus tanításainak megfelelően – a mennyben nem lesz házasság, mivel mindenki olyan lesz, mint az angyalok. Jézus követői közül sokan felhagytak a házasélettel annak érdekében, hogy tisztán megőrizve magukat e világtól, Jézus megváltásának és a mennyei királyság eljövetelének hirdetésére szenteljék a teljes életüket.
Miképp a keresztény kultusz nagy része a korábbi vallási hagyományokból származott át, bizonyos szerzők arról írnak, hogy a kereszténység az előtte levő vallásokból vette át azt az elképzelést is, miszerint az oltári szolgálatot teljesítők számára nem megengedett a szexuális tevékenység és ennek hatására alakult ki, hogy a felszentelt férfiak feladják a feleségükkel való szexuális kapcsolatot.
A 3. század elején arra tanítottak a legnagyobb hatású egyházi írók (Órigenész, Tertullianus), hogy a papság számára a legmegfelelőbb állapot a szüzesség. Nyugaton is sok volt a cölibátusban élő pap, bizonyítja Tertullianus: „Mennyien vannak az egyháziak, akik önmegtartóztatók”. A nőtlenséget azonban sokáig semmilyen törvény nem írta elő, sőt sokszor gyanakvással tekintettek azokra, akik a házasélettől tartózkodtak, mert a manicheizmus megnyilvánulásának tartották.
Euszebiosz  azt mondja, hogy illik, hogy a felszenteltek és Isten szolgálatában állók a házas együttéléstől tartózkodjanak. Azt mondja, hogy illik (προσήχει), nem pedig kell, amiből következik, hogy még ekkor sem lehet tételes cölibátus előírásra következtetni.
Az első egyházi zsinat, amely kötelezővé tette a magasabb rendű (hispániai) papság számára az önmegtartóztatást, a 305 körüli elvirai zsinat volt. Partikuláris zsinat volt ugyan, de érvénye hamar kiterjedt egész nyugatra. 
Az nikaiai zsinaton (325) egyesek arra törekedtek már, hogy az egész egyházra kiterjesszék a cölibátust, de még ekkor sem valósult meg.
Ezután a zsinatok és a pápák egyre nagyobb nyomatékkal ajánlották, majd később követelték a nőtlenséget papjaiktól. Siricius pápa (384-399) óta törvényekkel kötelezték a püspököket és papokat a cölibátus megtartására. Ugyan Siricius a cölibátusról az afrikai egyháznak inkább meggyőző, mint parancsoló hangnemben írt, a nyugati egyházban a kötelező szentségi cölibátus kezdete a 385-ben írt dekrétumára datálható.
Himerius, a hispaniai Tarragona püspöke, jelentést tett Damasus pápának (366–384) arról, hogy sok papja megszegi a cölibátust és kérdezte, miképpen járjon el velük szemben. Damasus utódja, Siricius (384–398) írt vissza 385-ben, s elrendelte, hogy azok a papok és
diakónusok, akik a tilalom tudatában folytatták a házassági együttélést, sőt ez eljárásukat az ószövetségi lévitákra való hivatkozással igazolni merészkednek, minden egyházi hivataltól végleg megfoszttassanak.
Keleten a 4. században az a szabály lett általánossá, hogy aki nőtlenül vette fel a nagyobb egyházi rendeket, az később sem köthetett házasságot, de ha felszentelése előtt lépett házasságra, akkor megengedték neki, hogy házasságban maradjon.

### Keleti (ortodox) egyház
Az 5. századi görög történetíró, Szókratész az Egyháztörténetében írja, hogy Thesszáliában az a gyakorlat, hogy az olyan pap, aki a felszentelés után, előzőleg törvényesen vett feleségével érintkezik, letétetik, míg keleten sokan a papok közül törvény nélkül önként tartózkodnak feleségüktől, mások ellenben, még püspökök is, gyermekeket nemzettek a feleségükkel. Szókratész idejében a kelet legnagyobb részében sok egyházi élt cölibátusban, de önként. Törvény nem írta elő. Csak néhány provinciában uralkodott ugyanolyan gyakorlat, mint nyugaton.
I. Iusztinianosz
A cezaropapizmus révén I. Iusztinianosz bizánci császár (527–565) a régebbi kánonokra és gyakorlatra támaszkodva így intézkedett: 
- Püspökké csak az lehet, akinek nincsenek gyermekei, sem unokái, mert nem volna megfelelő, hogy az egyházi jövedelmeket gyermekeire vagy rokonaira fordítsa, s továbbá mert szükséges, hogy vér szerinti gyermekei iránt való érzelmek ne akadályozzák abban, hogy minden hívének lelki atyja legyen.[58] 531-ben ezt a rendeletet megismételte azzal a  hozzáadással, hogy feleségének sem szabad lenni, vagyis nőtlen, illetve özvegy kell hogy legyen.[22] A gyakorlatban ezért többnyire szerzetesek lettek püspökökké.[22]
- A lektorok és psaltesek köthetnek házasságot rendjük felvétele után is. Ellenben a szubdiákonátustól felfelé a felszentelés után házasságot már nem szabad kötni. Aki mégis megtenné, nemcsak az eddigi büntetést vonja magára, ti. a letételt,[59] úgy tekintetik, mintha fel se szentelték volna,[60] hanem azonfelül világi büntetéseket is állított fel számára: házassága semmis, gyermekei törvénytelenek.[22]
- Feleséges egyének, kik már előbb kötöttek házasságot, a rendeket, magát a presbiterátust is felvehetik. Hogy ez a felszentelés előtt kötött házasság folytatható-e, tisztán nem mondta ki a császár. Egyes szerzők szerint a keleti laza fegyelem miatt elsiklott e kérdés fölött.[22]

I. Iusztinianosz törvénye volt az első, amely az egyháziak házasságát a szubdiákonoktól felfelé érvénytelennek mondotta ki. Mint illetéktelen hatalomtól származó törvény, az egyház előtt természetesen hatálytalan volt. A keleti egyház a jóval későbbi trullói zsinaton tette magáévá Iusztinianosz intézkedését. Nyugaton még nagyon sokáig érvényes maradt a papi házasság.
II. trullói szinódus (692)
A 7. század végi II. trullói szinóduson (692) I. Iusztinianosz intézkedéseit a keleti egyházban megerősítették némi módosításokkal:
- a 48. kánonban megengedi, hogy az is lehet püspökké, akinek él a felesége (Iusztinianosz szerint csak nőtlen vagy özvegy lehetett azzá), ha az asszony beleegyezik az elválásba, s férje fölszentelése után annak lakásától messze eső kolostorba lép.
- A 13. kánonban hivatkozással az 5. (6.) apostoli kánonra, mely tiltja, hogy a presbiterek, s diákonok feleségüket sub praetextu religionis maguktól eltaszítsák, s hivatkozással a szentírásra[61] megtiltja, hogy a már házas állapotban felszentelt szubdiákonok, diákonok és presbiterek felbontsák házasságukat, s megróva a nyugati (római) egyházat, amiért a felszentelés előtt kötött házasság folytatását tiltja a maga részéről, megengedi azt. Elrendeli azonban – és ez is módosítás Iusztinianosz törvényhozásával szemben –, hogy az isteni szolgálat idején az említett egyháziak tartózkodjanak feleségüktől. Hivatkozik a II. (390. évi) karthagói zsinatnak már ismert 2. kánonjára. Ámde ez a hivatkozás az említett kánon téves interpretációján alapul, mert az nem időleges, az isteni szolgálat idején gyakorlandó, hanem állandó megtartóztatást ír elő.
- Csak azoknak a papoknak engedi meg, hogy az 5. (6.) apostoli kánonon túltéve magukat, feleségüktől tartózkodjanak, kik barbárok ( = latinok) közt élnek, de csak az asszony beleegyezésével. Megengedi pedig ezt pusztán aggályoskodásuk és a körülöttük élők idegen szokásai miatt,[62] s csak azzal a feltétellel, ha nem laknak együtt. (30. kánon)
- A felszentelés után már házasságot kötni nem szabad, kivéve a lektorokat és kántorokat, amint azt a 25. (27) apostoli kánon is megengedi.

A keleti egyház a későbbiekben is a trullói határozatok alapján állt. A papjelöltek a szubdiákonátus előtt elhagyták a papnevelő intézetet, megházasodnak, s csak akkor vették fel a rendeket. A házasságot folytatják, de ha feleségük meghal, második házasságra már nem léphettek. A püspökök azonban nem folytathatták a házassági együttélést és vagy el kellett válniuk feleségüktől, vagy özvegyeket választottak püspökké, de többnyire a szerzetesek közül kerültek ki a püspökök.
A trullói zsinat után azonban csakhamar az a szokás kezdett lábra kapni, hogy a nőtlen állapotban felszenteltek a nagyobb rendek felvétele után két éven belül még megházasodhattak, de VI. León császár (886–912) ezt a szokást eltörölte; másrészt I. Iusztinianosz azon intézkedését, hogy a püspöknek gyermektelennek kell lennie, feladta.

### Középkori nyugati (római) egyház
Az egyik, az elsők között katolikussá lett országban, a frankok közt, egész hosszú sora van a cölibátust elrendelő törvényeknek. A szubdiakonátustól, majd a diakonátustól fölfelé követelték a celibátust a 461. évi I., 567-i II. tours-i, az 506-i agdei, 538-i III. és 541-i IV. orleansi, 535-i clermont-ferrandi
(arvernai) stb. zsinatok. Az 549-i V. orleansi zsinat pedig – úgy tűnik – minden klerikusra kötelezőnek mondta ki a cölibátust.
Tisztasági fogadalmat ír elő a 441-i orangei (c. 22.), 443-i II. és 524-i IV. arlesi, 517-i epaone-i zsinat a diakónusoknak, utóbbi már a szubdiakonusoknak, sőt minden klerikusnak. Aki mindezek dacára folytatja feleségével a házassági együttélést, vagy a felszentelés után házasodik, büntetendő: 441-i orangei zsinat, 461-i toursi, 538-i III. orleansi stb. Depositio ab officio, et reductio in communionem laicam (a hivatalból való letétel és a laikussá való redukálás) volt a rendes büntetés; néha szigorúbb is. Tours-i Gergely beszél egy esetről, amikor a cölibátus megsértőjét a püspökök kiközösítették.
Hispániában a cölibátus megszilárdításán következő zsinatok munkálkodtak: az 589-i III., 653-i VIII., 655-i IX. toledói; a szubdiákonusokra is kiterjesztette az 517-i geronai, 653-i VIII. toledói, 655-i IX. toledói zsinat. A büntetés, melyet a zsinatok a cölibátus megszegőire előírnak, már nem pusztán depositio vagy laica communio (laikussá fokozás), hanem excommunicatio, sőt kolostorba való elzárás és életfogytig gyakorolt penitencia. A cölibátusra kötelezett egyháziak feleségét is (természetesen a felszentelés előtt vett feleségről van szó) kolostorba zárták, ha nem éltek tisztán. A nőkkel való együttlakást illetőleg is igen szigorúak voltak a hispániai zsinatok. A III. bragai zsinat (675) csak a pap anyját tűri meg.
I. Leó szorgalmazta a szubdiákonok cölibátusát. Sok helyen azonban feledésbe mehetett, azért kellett I. Gergely pápának újból és nyomatékkal előírni: a nőtlenség a papszentelés előzetes feltétele lett. Mindamellett még később is észlelhető az ingadozás a szubdiákonok körül.
A cölibátus általános szokássá az ismételt zsinati rendelkezések és a házas papok és feleségeik ellen hozott büntető rendelkezések ellenére sem vált.
Frank területeken befolyásolta az a tény is, hogy a Merovingok alatt a püspöki székek betöltéséhez állami érdemeket szerzett laikusokat neveztek ki, akik nemigen buzgólkodtak a cölibátus betartásában.
Az elkövetkező évszázadokban a rendeletekkel szembeni nyílt vagy titkos ellenállás bizonyítékait látjuk, amely az egyházi törvényhozás sikertelenségéről tanúskodik. Itáliában például igen gyakoriak voltak a közismert papi házasságok.
A hivatalos egyházi tanítások továbbra is hangsúlyozták a klérus cölibátusának fontosságát, ennek ellenére még a 10. században is sok papnak, sőt néhány püspöknek is volt felesége. 
A karoling birodalom felbomlását követő zabolátlanság, örökös harcok, erkölcsi eldurvulás beálltával, az egyházi élet rettentő süllyedésével még inkább aláhanyatlott a cölibátus is, és pedig nemcsak az alsópapság, hanem a püspökök körében is. A 909. évi trosléi zsinatnak sokszor ismételt panasza: „Paráznaság és házasságtörés, istenkáromlás és gyilkosság árasztottak el bennünket.”
Sötét színekkel festik ezen idők egyházi állapotait, nevezetesen a papok fegyelmét veronai Ratherius (†974), Vercelli püspöke, Hatto  (†960 k.), Damiani Szt. Péter (†1072).
II. Róbert roueni érsek (989–1037) és utódja Mauger (1037–1053), nyilvános házasságban éltek. Magától értetődik, hogy e példa vonzott és sokan követték. Kísérletek történtek az egyházi javak átörökölhetővé tételére is. Hozományul adták leányutódok részére. III. Viktor pápa (†1087) De miraculis in Italia factis című iratában mondja, hogy magában Rómában is voltak nős püspökök.
Bőséges dokumentáció áll rendelkezésre arról, hogy a 12. századig sok pap házas volt. Nyíltan házasodtak vagy ágyast tartottak és ezen tettüket védelmezték és törvényesnek mondták. Egyházi hivatalukat elhanyagolták, az Isten tiszteletének előmozdítására és a hívek javára, a szegények gondozására fordítandó egyházi javaikat családjuk ellátására és gazdagítására fordították.
A 10. században a clunyi reform tűzte ki célul a cölibátus általánossá tételét. 
A VIII. Benedek pápa alatt 1022-ben tartott páviai szinódus egyházi és világi büntetéseket szabott ki a celibátus megszegőire. Tudunk több tartományi zsinatról a 11. század elején, melyek szintén szorgalmazták a cölibátust pl. az 1031-i bourges-i, compostellai stb.
IX. Leó (1048–1054) bejárta Itáliát, Német- és Franciaországot, s egyre-másra tartotta a zsinatokat (1049-ben Rómában, Rheimsban, Mainzban, 1050-ben Rómában), melyek szigorú büntetések, anatéma alatt megkövetelték a cölibátust, – mint a már korábbi 1018. évi páviai zsinat is, – a szubdiakonátustól felfelé. Sutri püspöke, Bonizo szerint megtiltotta, hogy tisztátalan pappal vagy diakónussal bárki is érintkezzék, aminek következménye az volt, hogy Rómában és a környékén a házas vagy ágyas szeretőket tartó papokat eltávolították az oltártól.
A II. Miklós (1058–1061) alatt 1059-ben tartott római zsinat IX. Leóra hivatkozva letétel büntetése alatt tiltotta, hogy ágyast tartó pap misézzen, az evangéliumot vagy leckét olvassa, s a presbitériumban helyet foglaljon. És hogy e rendelet annál hatályosabb legyen, megtiltotta, hogy ilyen pap miséjén a hívek részt vegyenek. Ágyas alatt nemcsak a szeretőt értették, hanem azt is, aki korábban elvett feleségével tovább élt, vagy pedig a felszentelés után megházasodott.
Sok helyen azonban csak néhány püspök merte vagy akarta kihirdetni a rendeleteket. Papok ezrei tiltakoztak a cölibátus rendeletei ellen, sőt nem egy helyen zavargások törtek ki e rendeletek miatt; csak Itáliában: Milánóban, Cremonában, Piacenzában, Paduában, Firenzében stb.
Németországban elterjedt volt a Rescriptio Udalrici írás, amelyet egy 10. századi augsburgi püspöknek tulajdonítottak, de valójában 1075 körül egy Baden-Württemberg-i pap írta. Ez írás védte a papok házasságát és állította, hogy az erőszakos cölibátus ellentétes a Szentírással, és hogy a papság erkölcstelenségének csak a világi papok házasodása vethet véget. Az 1079-es zsinat elítélte ezt az írást.
A 11. századtól kezdve sűrűn fordultak elő törvények, amelyek feltétlen elválást követeltek, vagy ami ezzel egyértelműnek látszik, javulást, büntetéssel fenyegetőzve, ha az be nem következik. A kilátásba helyezett büntetés: felfüggesztés, a hivatalról való letétel, a javadalom elvesztése, sőt kiközösítés.
VII. Gergely pápa (1073-1085) és utódai határozottan foglaltak állást a cölibátus mellett és az egyetemes zsinatok szentesítették azt.
Akármennyire követelte több pápa a cölibátust, és mindent megtett annak érvényesítésére, a papok nagy részének életmódja még jó ideig ellentétben állt az egyházi törvényhozással. Egyes helyeken, nevezetesen Magyarországon is, meglehetősen lassan ment e törvények életbeléptetése. Ezért van, hogy VII. Gergely után minduntalan szükségessé vált törvényének megismétlése. Megtette azt a II. Orbán (1088–1099) idejében tartott 1089-i melfi-i zsinat, II. Paszkál (1099–1118) idején a nordhauseni (1105) és troyes-i (1107) zsinat, a II. Kallixtusz (1119–1124) által tartott 1119. évi rheimsi és 1123-i I. lateráni zsinat, valamint II. Ince (1130–1143) az 1131-i rheimsi és 1139-i II. lateráni egyetemes zsinaton.
Az 1089-i melfi-i zsinat felhatalmazta a fejedelmeket, hogy a válni nem akaró szubdiákon feleségét rabszolganőjükké tegyék.
Az 1107. évi troyesi, valamint az 1123. évi I. lateráni zsinat 21. kánonja elrendelte, hogy a papok, diákonok, szubdiákonok és szerzetesek házassága felbontandó, s az elsorolt egyháziak bűnbánatra kötelezendők a szent kánonok határozatai szerint.
A II. lateráni zsinat (1139) kimondta, hogy a magasabb rendű papok és a szerzetesek házassága nem házasság, azaz nem csak tilos, hanem érvénytelen is. Korábban egy pap házasságkötése noha súlyos bűn volt, azonban mégis érvényes.
A II. lateráni zsinatot követő törvényhozás ugyanezen irányban haladt tovább. III. Sándor (1159–1181) a III. lateráni zsinaton 1179-ben (c. 11), III. Ince (1198–1216) a IV.-en 1215-ben (c. 14.), IX. Gergely (1227–1241) az általa 1234-ben kiadott törvénykönyvben, VIII. Bonifác (1294–1303) az 1298-ban közzétett Liber sextusban, V. Kelemen a viennei zsinaton (1311–1312) és törvénykönyvében alkottak ilyen rendelkezéseket. Ez utóbbi zsinat úgy intézkedett, hogy a nagyobb rendekkel bíró egyházi, ha házasságra mer lépni, az előbbi büntetéseken kívül ipso facto beálló kiközösítésbe is esik, mely alól csak akkor oldható fel, ha megjavul és az illető nőt eltávolítja magától.
Guido, akit IV. Kelemen pápa egyháztartományok követévé nevezett ki, 1267-ben Bécsben, – úgy tűnik oda érkezett magyar püspökökkel folytatott tanácskozás alapján, − 19 pontból álló rendeletet adott ki Magyarország számára, melyben a papi nőtlenség teljes keresztülvitelét kísérelte meg. Egyelőre még nem nagy sikerrel, amint az az 1279. évi budai zsinat dekrétumaiból kitetszik, mely 12. pontjában kemény büntetés: excommunicatio terhe mellett újból szükségesnek látta kimondani, hogy papi személy, ki egyházi javadalmat élvez, vagy a nagyobb rendeket már fölvette, asszonyt ne tartson házában, sem máshol ne lakjon velük. Az 1309-i pozsonyi zsinat kiközösítés helyett jövedelmeinek negyedrészét vétette el az ágyast tartó paptól.
A középkor végéhez közeledve a buzgó egyháziak kénytelenek voltak feltenni maguknak a kérdést, hogy nem lenne-e jobb, ha hagyják, hogy a papok házasodjanak, mint hogy folytassák azt a rendszert, amely alapján egyes körzetekben még az ágyasok tartását is engedélyezték.
A klerikális cölibátus kérdése ismét felmerült a 15. és 16. században, amikor is számos pap, de még VI. Sándor pápa is gyermekeket nemzett.

### Keresztény újkor
Magyarországon is a főpapság, illetve a papság felsőbb körei inkább világi, mint egyházi életet éltek. Az ágyas "barátnők" tartása sem volt ritka jelenség. 16. századi adatok alapján például az esztergomi katolikus egyházmegyében az alsópapság nagy része is megosztotta az ágyát valakivel. 1517-ben a körmendi Ágoston-rendi szerzetesek ellen Bakócz Tamás esztergomi érsek vizsgálatot indított, mert a hívek elégedetlenek voltak velük túlzott alkoholfogyasztásuk, botrányos „nőügyeik” miatt.
A római katolikus egyház továbbra is elkötelezett volt a klerikális cölibátus eszménye mellett, a reformáció kialakuló egyházai – az evangélikus egyház, az anglikán egyház, a református egyház és mások − elutasították azt. A reformáció megindítója, Luther Márton, az egykori szerzetes lemondott cölibátus fogadalmáról, és feleségül vette Katherina von Bora volt apácát, akitől több gyermeke is született. A papi cölibátus elutasítása a reformáció kora után is megmaradt a protestáns egyházak legnagyobb részében.
A katolikus tridenti zsinat (1545-63) dogmát fogalmazott meg, miszerint a nőtlen és szűzi állapot jobb és boldogabb (a lelki üdvösség céljából), mint a házas állapot. A cölibátus kérdésében a régi törvények alapján állt, anélkül, hogy azokon valamit változtatott volna, elutasítottak minden olyan javaslatot, amely szerint az egyháznak módosítania kell a cölibátus szabályait vagy enyhítenie kellene. A zsinat rendeleteit azonban nem fogadták el azonnal minden nemzetben, de idővel a cölibátus előírásának általános betartását eredményezték. Az ellenreformáció korában aztán az évszázadok óta sürgetett reform jórészt megvalósult: a katolikus klérus többnyire megtartotta a cölibátust.
Voltak persze kivételek; Oláh Miklós esztergomi érsek 1563. májusi keltezéssel érdekes levelet írt a magyarországi püspöki kar nevében a tridenti zsinathoz, melyben keserűen panaszolta, hogy kevés a pap, s akik vannak is, ad unum pene omnes (= szinte mind) formális házasságban élnek. A felszenteléskor esküvel ígérik az önmegtartóztatást, de nem tartják meg.
Az ellenreformáció során azonban a papság fegyelme Magyarországon is átalakult. A sűrűn tartott megyei, tartományi és nemzeti zsinatok határozatainál fogva tisztább erkölcsű papság kezdett működni a lelkek üdvösségén. Az 1560-es nagyszombati zsinat, majd az 1579-es győri zsinat ismételten kifejtette az egyháznak a papok önmegtartóztatására vonatkozó tanát, s annak pontos betartását írta elő. Az ágyasok tartásának gyökeres és végleges kiirtására tartotta Forgách Ferenc érsek 1611-ben a nagyszombati tartományi zsinatot, mely teljesen a tridenti zsinat alapján állt és szigorú intézkedéseket léptetett életbe az ágyast tartó papok ellen.
Az I. vatikáni zsinat (1869–1870) után a Rómától elszakadt ókatolikusok eltörölték a cölibátus előírását.

### 20-21. század kereszténysége
II. vatikáni zsinat  hozzájárult ahhoz, hogy nős emberek diakónusi szolgálatot lássanak el, ugyanakkor
VI. Pál pápa Sacerdotalis Caelibatus (1967) enciklikájában megerősítette a papi cölibátusra vonatkozó hagyományos előírást.
A paphiány miatt az utóbbi évtizedekben volt rá néhány példa, hogy a Vatikán engedélyezte nős vagy özvegy emberek pappá szentelését.
Joseph Ratzinger, a későbbi XVI. Benedek pápa 1970 elején teológus társaival együtt memorandumban fordult a német püspökökhöz, hogy vizsgálják felül a papok házasságának tilalmát.
A modern korban, hogy Ausztráliában, Európában és az Egyesült Államokban papok ezrei követnek el gyermekmolesztálást, a klérusból sokan a papi cölibátusra vonatkozó előírások felülvizsgálatára szólítottak fel. Bár az egyházi vezetés eddig ellenállt ezeknek a kérelmeknek, de lépéseket tettek annak biztosítására, hogy az ilyen bűncselekmények ne történjenek meg. Közben az egyház egyes védelmezői nyilvánosan hangsúlyozzák, hogy a cölibátus nem vezet feltétlenül a pedofíliához, megjegyezve, hogy a papok döntő többsége betartja fogadalmát.
A La Civiltà Cattolica jezsuita folyóirat 2007-es kiadása szerint 1967 és 2006 között globálisan 69 ezer katolikus pap adta fel az állását, azért hogy megnősüljön. Közülük 11 200-an tértek vissza az állásukba válás vagy az élettársuk halála után.
A francia újságíró, Frédéric Martel  A Vatikán kínos titkai című tényfeltáró könyve foglalkozik vele, hogyan védik a katolikus papok, bíborosok és püspökök a merev szexuális erkölcsöt: a cölibátus csak a heteroszexualitásra vonatkozik. A Vatikánt Szodomához hasonlítja és nézete szerint a népességhez viszonyítva itt található a világ egyik legnagyobb homoszexuális közössége.

## Judaizmus
A cölibátus teljesen idegen a zsidó vallásban, ahol a házasságot és a gyermeknevelést szent kötelezettségként értik. Az egyetlen ismert próféta, aki úgy döntött, hogy nem vállal gyermeket, és nem nősült meg, Jeremiás volt.
Az ókori zsidó szekta, az esszénusok vezetői viszont cölibátusban éltek az 1. században.
A kora újkori hittudós, Sulchán Áruch így foglalta össze az általános zsidó nézőpontot: „Minden férfi köteles megházasodni annak érdekében, hogy teljesítse a gyereknemzés kötelességét; és bárki, aki nem elkötelezett a faj szaporítása iránt, olyan mintha vért ontana, kisebbítené az isteni képmást.."

## Buddhizmus

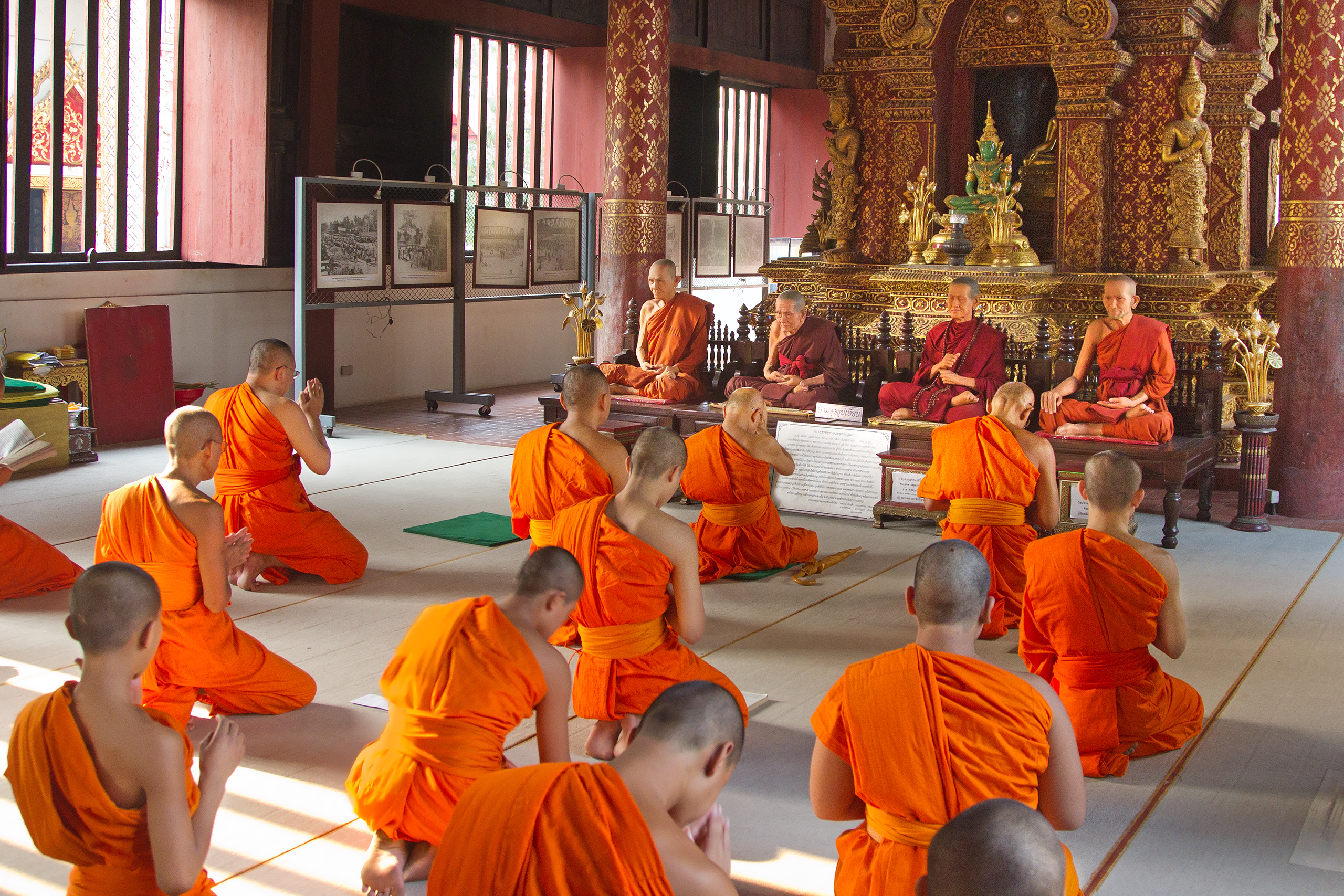
Thaiföldi buddhista szerzetesek

A buddhista szerzetességben a nők iránti vonzalmat és a nemiséget akadálynak tekintik a megvilágosodás útján. A théraváda buddhizmusban és részben a tibeti buddhizmusban is a szerzetesekre és az apácákra vonatkozó rendeleti előírások írják elő a cölibátus életet.
A buddhizmust követő legtöbb országban a laikusoknak is be kell lépniük, legalább néhány hétre vagy hónapra a szanghába, a szerzetesi közösségbe, ahol önmegtartóztató élet folyik.

## Hinduizmus

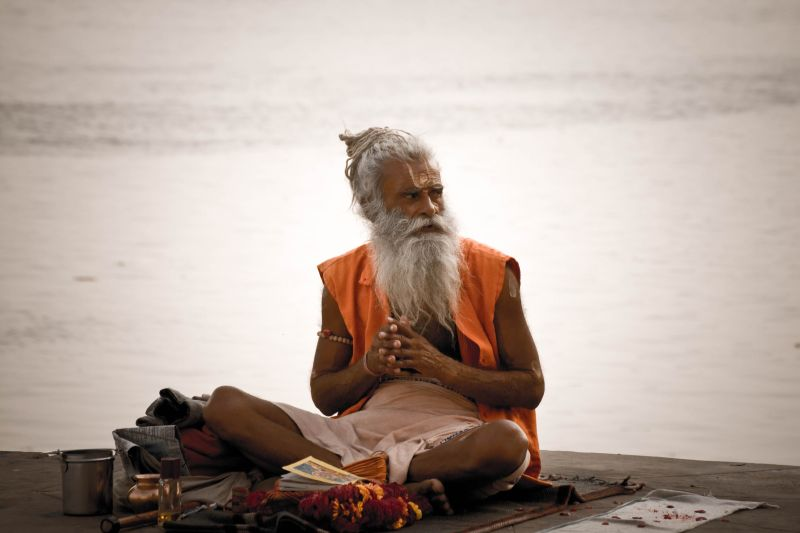
Egy szádhu a Gangesz partján

A hinduizmusban a papok házasodhatnak. A cölibátus általában a szerzetesekkel, szádhukkal és szannjászíkkal társul, akik kivonulnak a társadalomból és lemondanak minden világi kötelékről.
A brahmacsarja a jama előírásainak egyike és gyakorlásának a célja, hogy az ember figyelmét az élet valódi céljára összpontosítsa, de egyesek az okkult erők (sziddhik) kiművelésére is használják.

### Krisna-hívők
A Krisna-tudatú hívők a teljes cölibátusban nőtlenül élő lemondott férfiak sáfrányszínű, a házasok és a házasulandók pedig fehér színű ruhát viselnek. A férfiaknál a fej kopaszsága a világi élvezetekről és ragaszkodásokról való lemondásra, illetve a tisztaságra utalnak.

## Tantrizmus
Cölibátusban élnek a tantrikus hagyományok jobb oldali útját követők (daksinácsára ), szemben a tantrizmus bal oldali útját járókkal (vámácsára ), akik olyan rituálékat tartanak, amelyek áthágják a hagyományos szexuális erkölcsi normákat.

## Iszlám
Az iszlám nem hirdeti a cölibátust, sőt tiltja az élethosszig tartó cölibátust és szerzetességet. A házasságkötés mindenki számára ajánlott. Mélyen elítélik ugyanakkor a házasságon kívüli szexet.
Néhány szúfi rend felkarolja a cölibátus állapotát is; például a haydariya szúfi dervisek és Kínában a qadiriyya szúfi rend vezetői (saikhok) cölibátusban élnek.